# 卵小叶垫柳
卵小叶垫柳（学名：Salix ovatomicrophylla）是杨柳科柳属的植物。分布在尼泊尔以及中国大陆的云南、西藏、四川等地，生长于海拔4,200米至4,700米的地区，多生在高山灌丛，目前尚未由人工引种栽培。

## 异名
- Salix acuminatomicrophylla Hao